# Nebraskansäure
Nebraskansäure ist eine seltene langkettige und ungesättigte Dihydroxy-Fettsäure. Sie trägt am 7. und 18. C-Atom eine Hydroxygruppe. Die Doppelbindung zwischen dem 15. und 16. C-Atom besitzt cis-Konfiguration. Die Nebraskansäure wurde erst 2018 entdeckt.

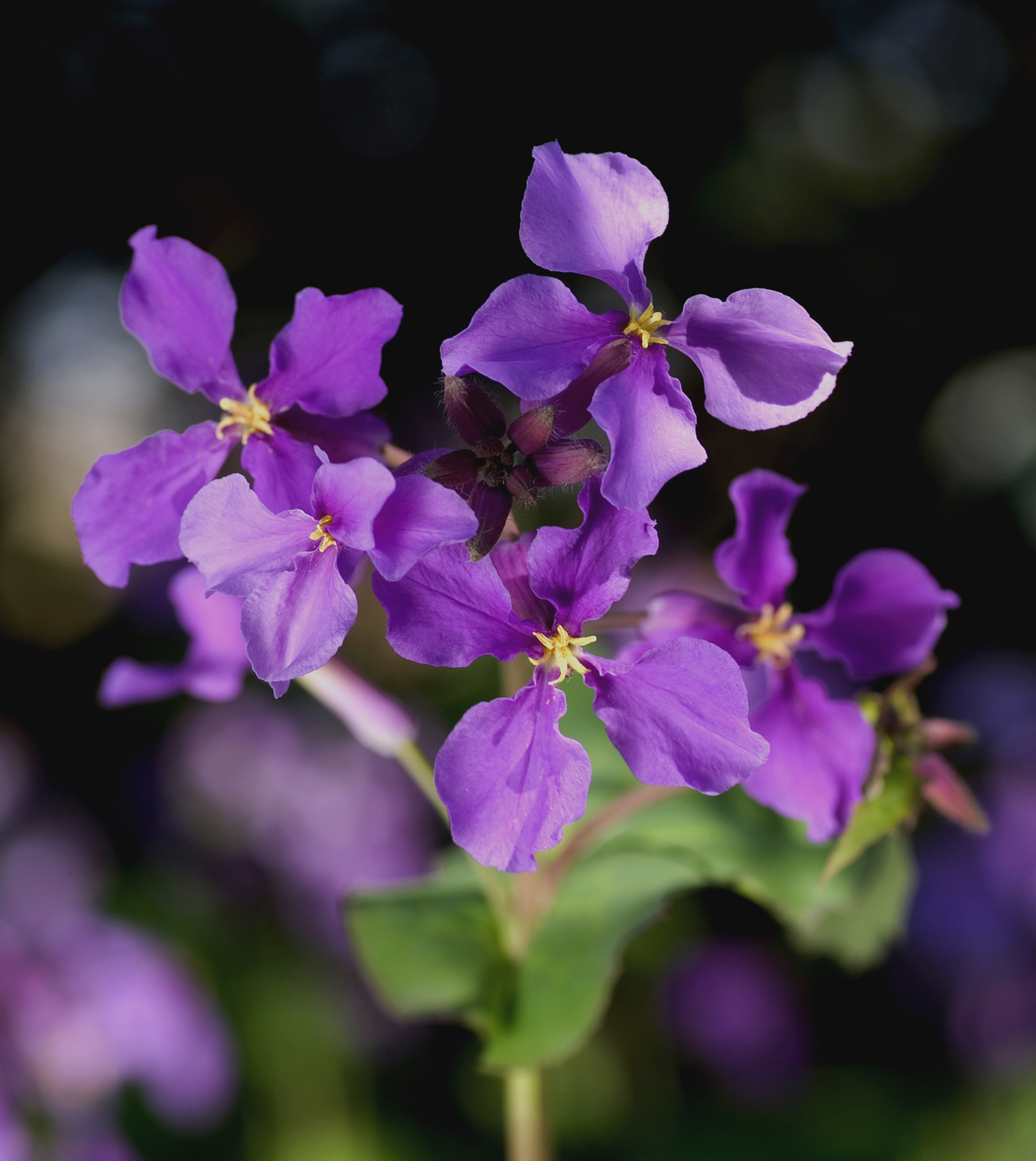
Orychophragmus violaceus

## Vorkommen
Nebraskansäure kommt im Samenöl von Orychophragmus violaceus aus der Familie der Kreuzblütler zu etwa 10 % vor.

## Verwendung
Die Nebraskansäure eignet sich als Schmierstoff, ähnlich wie Rizinusöl bzw. Ricinolsäure.